# Kenny Williams
Kenneth Ray  Williams, más conocido como Kenny Williams y también Ken Williams (nacido el 9 de junio de 1969 en Elizabeth City, Carolina del Norte) es un exjugador de baloncesto estadounidense. Con 2.06 de estatura, su puesto natural en la cancha era el de ala-pívot. 

## Trayectoria
- Indiana Pacers (1990-1994)
- Libertas Forlì (1994-1995)
- ASVEL Villeurbanne (1995)
- Libertas Forlì (1995-1997)
- Hapoel Jerusalem BC (1997-2001)
- Bnei HaSharon (2001-2002)
- Ironi Ramat Gan (2003-2004)
- Hapoel Tel Aviv BC (2004-2005)
- Maccabi Givat Shmuel (2005-2006)